# Mikhaïl Faerman
Mikhail Faerman est un pianiste classique belge d'origine russe né le 29 avril 1955.

## Biographie
Mikhaïl Faerman est né à Bălți, Moldavie, ex-URSS. Il a commencé à étudier le piano à l'âge de trois ans.
Comme il montrait un talent exceptionnel, il a été envoyé en 1962 passer des examens à l'école centrale de musique de Moscou et a été admis dans la classe de Evgenia Yarmonenko.
Il est entré au Conservatoire d'État de la Musique de Moscou à l'âge de 17 ans et il y a étudié de 1972 à 1977 avec l'éminent professeur Jacob Flier.
En 1975, il a remporté le premier prix au Concours musical international Reine Élisabeth de Belgique à Bruxelles.
Il a quitté l'Union soviétique en octobre 1978 pour s'installer en Belgique.
En 1979, il devient professeur au Conservatoire royal de Mons, en Belgique.
Depuis lors, Mikhail Faerman est régulièrement invité à partager ses connaissances en tant que membre du jury des Conservatoires de Bruxelles, Liège, Luxembourg, Paris.
En mars 1985, il a participé au jury du Concours International à Épinal, la France. Il est également l'un des membres du jury du Concours de piano de Liège, dont la septième édition s'est tenue en mai 2010.
En septembre 1985, Mikhail Faerman a été invité à jouer au piano au Festival international de Séoul en Corée du Sud, où il a donné un concert avec orchestre.
Depuis 1997, il est professeur de piano au Conservatoire royal de musique de Bruxelles. 

### Liens familiaux
Mikhail Faerman a un frère aîné, Vladimir Faerman, qui est aussi un prodige musical.